# 몬테카스텔로디비비오
몬테카스텔로디비비오(이탈리아어: Monte Castello di Vibio)는 이탈리아 움브리아주 페루자도에 위치한 코무네다. 페루자로부터 남쪽 30km 거리에 있다.

## 문화와 주요 관광지
몬테카스텔로디비비오는 세상에서 가장 작은 극장인 테아트로 델라 콘코르디아가 있다. 전형적인 이탈리아식 디자인으로 된 종모양 구조로 되어있다.